# Saadjärv
A Saadjärv tó Észtország keleti részén, Tartu és Jõgeva megye határán, Tartutól 15 km-re északra, Tobivere, Saadjärve és Äksi települések között. Felszíne 724 ha, ennek nagyobbik része Jõgeva megyében, kisebb része Tartu megyében található. Legnagyobb mélysége 25 m. Partja homokos. A tófelszín a tengerszint felett 53,4 m-es magasságban található.
A tó lefolyásaként ered a Mudajõgi folyó
A tó halban gazdag. Jellemző halfajai a bodorka, a sügér, a küsz, az angolna és a csuka.
A tavon, Äksi településen található a tartui Kalevi Jachklub bázisa.
A tópart látnivalói egy 1600-as években épült udvarház Saadjärve településen, valamint a tó keleti részén található áldozati kövek.

## További információ
- A tavat bemutató természetfilm